# Travon Free
Travon Free (Los Angeles, 1984) è un comico, autore televisivo, sceneggiatore produttore televisivo e regista statunitense.

## Biografia
Travon Free è cresciuto con la madre e la nonna a Compton, in California, dove ha frequentato la Dominguez High School e giocato a basket. Successivamente, ha studiato presso l'Università statale della California di Long Beach e ha giocato a pallacanestro per i Long Beach State 49ers. Nel sue prime esibizioni di comico avvennero all'epoca del college, quando ebbe la possibilità di esibirsi presso il Laugh Factory di Hollywood e il The Ice House Club di Pasadena. Nel 2012 ha iniziato a lavorare come autore del programma The Daily Show. Per il suo lavoro nel programma, ha vinto il Premio Emmy per la miglior sceneggiatura in una serie varietà nel 2015. Successivamente, ha lavorato ai programmi Any Given Wednesday with Bill Simmons e Full Frontal with Samantha Bee. Nel 2021 ha vinto il Premio Oscar al miglior cortometraggio per Due estranei. 

## Vita privata
Nel 2011 ha fatto coming out dichiarando di essere bisessuale.

## Filmografia

### Sceneggiatore

#### Televisione
- The Daily Show - programma TV, 530 episodi (2012-2016)
- Any Given Wednesday with Bill Simmons - programma TV, 17 episodi (2016)
- Hood Adjacent with James Davis - programma TV, 7 episodi (2017)
- Full Frontal with Samantha Bee - programma TV, 22 episodi (2017)
- Camping - serie TV, episodio 1x05 (2018)
- Black Monday - serie TV, episodio 1x07 (2019)
- Wilmore - serie TV, 10 episodi (2020)
- Harlem - serie TV, episodio 1x05 (2021)

#### Cortometraggi
- Due estranei (Two Distant Strangers), regia di Travon Free e Martin Desmond Roe (2020)

### Produttore

#### Cinema
- The Smell of Money, regia di Shawn Bannon (2022)
- All God's Children, regia di Ondi Timoner (2024)

#### Televisione
- Hood Adjacent with James Davis - programma TV, 7 episodi (2017)
- Camping - serie TV, 8 episodi (2018)
- Black Monday - serie TV, 10 episodi (2019)
- Wilmore - serie TV, 10 episodi (2020)
- Harlem - serie TV, 10 episodi (2021)

#### Cortometraggi
- 38 at the Garden, regia di Frank Chi (2022)
- Another Country, regia di Sherif Alabede (2022)
- Will I See You Again?, regia di Michael Perez-Lindsey (2024)

### Regista

#### Cinema
- BS High, co-regia con Martin Desmond Roe (2023)

#### Televisione
- Single Drunk Female - serie TV, 3 episodi (2022-2023)

#### Cortometraggi
- Due estranei (Two Distant Strangers), co-regia con Martin Desmond Roe (2020)

### Attore
- Emancipated, regia di P.K. Ziainia - cortometraggio (2009)
- For Christmas Sake, regia di Julian Roca-Chow (2020)

## Riconoscimenti
- Premio Oscar
  - 2021 - Miglior cortometraggio per Due estranei
- Premio Emmy
  - 2013 - Candidatura alla miglior sceneggiatura in un programma varietà per The Daily Show
  - 2014 - Candidatura alla miglior sceneggiatura in un programma varietà per The Daily Show
  - 2015 - Miglior sceneggiatura in un programma varietà per The Daily Show
  - 2017 - Miglior sceneggiatura in uno speciale varietà per Full Frontal with Samantha Bee
  - 2017 - Candidatura alla miglior sceneggiatura in un programma varietà per Full Frontal with Samantha Bee
  - 2018 - Candidatura alla miglior sceneggiatura in un programma varietà per Full Frontal with Samantha Bee